# Садиба купця Мухіна
Садиба купця Мухіна Т.А. — історичний житловий будинок, який розташований в Києві за адресою провулок Тараса Шевченка 9/2. Збудована за проектом В.М. Ніколаєва на замовлення купця Мухіна Т.А.

## Історія
Триповерхова кутова будівля була зведена на розі вулиці Малопідвальної та провулку Тараса Шевченка українським архітектором В.М. Ніколаєвим для купця Т. Мухіна. 
Спочатку був збудований кутовий об'єм та крило на Малопідвальній, а через деякий час добудовано друге крило, паралельне Козиноболотній вулиці (нині провулок Т. Шевченка). В цьому крилі за першим проектом були також розміщені окремі крамниці. Призначення садиби до 1917 р. — прибутковий будинок. 
На першому та другому поверхах групування приміщень однобічне, коридорне. В СРСР було зведено мансарду, яка з боку тилу переходить у аттиковий поверх.
В радянський період та за часів незалежності України в будівлі колишньої садиби були конторські та офісні приміщення. 

## Опис
Архітектурний стиль цього триповерхового житлового будинку — історизм, цегляне декорування. Садиба Мухіна — зразок рядової житлової забудови Києва кінця XIX ст.
На декорованих фасадах в композиції було використано лопатки на другому та третьому поверхах, фігурне аркатурне мурування під карнизом, невисокі аттики по осях первісних входів. Імітацією русту акцентовано ризаліти. Вхід до будинку на розі двох вулиць з металевим піддашшям було замуровано, втрачено ажурні кронштейни балкона. В інтер’єрі садиби ще збереглися ліпні розетки на стелях та металеві сходові марші з ажурними кованими підсходинками. На останньому поверсі садиби до цього часу розміщений актовий зал з акустичними матеріалами на стінах.